# Макдональдизація
Макдональдиза́ція (англ. McDonaldization)  — термін, запропонований американським соціологом Джорджем Рітцером в його праці «Макдональдизація суспільства» (1993). Автор визначає його як «процес, за якого принципи ресторану швидкого обслуговування стають дедалі більш домінантними над секторами американського суспільства, як і решти світу». До основних факторів цієї тенденції, з точки зору Рітцера, належать «ефективність», «вирахуваність» і «передбачуваність», виражені в наростальному контролі й заміні гуманної технології негуманною». Макдональдизація є переосмисленням раціоналізації, або переходом від традиційного до раціонального способів мислення і наукового управління.
Макдональдизація в широкому сенсі являє собою набір принципів організації діяльності, що дозволяють, керуючись чіткою схемою обмежень та правил, максимально швидко та ефективно досягати поставленої мети. Походження терміна пов'язане зі впровадженням та використанням такого принципу діяльності в мережі ресторанів швидкого харчування (фаст-фуду) McDonald's.
У сучасному суспільстві, поняття макдональдизації привертає щоразу більше уваги у різних сферах, наприклад культурі. Теза макдональдизації у її культурологічній версії є достатньо свіжою ідеєю всесвітньої гомогенізації культур. Процес макдональдизації можна підсумувати як процес, у якому «принципи місця приготування швидкої їжі поступово стають домінантними у щоразу більшій кількості сфер Американського суспільства, а також решти світу.»

## Теоретичні джерела поняття
Праця Рітцера є продовженням теоретичної традиції, започаткованої Максом Вебером, та є спробою застосувати в сучасних умовах погляди Вебера на явище бюрократії як найяскравіше вираження тенденцій раціоналізації європейського суспільства. Іншим джерелом є критична теорія суспільства, започаткована Франкфуртською школою, як рефлексія та переосмислення актуальних соціальних проблем.

## Фактори макдональдизації
- Ефективність — полягає у тому, що поставлена ціль, тобто задоволення відповідних потреб, досягається найшвидшим та разом з тим ефективним способом. В межах задоволення потреби в ефективності створюється ряд відповідних об‘єктів та відповідних чітко стандартизованих схем дій, які дозволяють її досягти.
- Можливість прорахування — існує чітко стандартизована система оцінки якості, швидкості, кількості та вартості вироблених товарів та послуг. Можливість прорахування ґрунтується на чіткій стандартизації процесів виробництва та споживання послуг, а також співвідноситься передусім з кількістю та швидкістю.
- Передбачуваність — стандартизація форми, змісту та якості вироблених товарів та послуг. Згідно з фактором передбачуваності, в різних просторових та часових координатах завжди досягається однаковий результат діяльності (виробництва чи споживання). Передбачуваність співвідноситься з відчуттям комфортності, оскільки дозволяє уникнути факторів неочікуваності (як позитивних, так і негативних).
- Контроль — здатність здійснювати різносторонній контроль: починаючи з внутрішньоорганізаційного контролю над працівниками та характером роботи, продовжуючи контролем за процесом виробництва, приготування та продажу продукції та закінчуючи контролем над споживчою поведінкою клієнтів.
- Ірраціональність раціонального. П'ятим фактором макдональдизації Рітцер визначає Ірраціоналізацію раціонального. Згідно з Рітцером, раціоналізація діяльності у вигляді чіткої стандартизації та механізації діяльності й неможливість їх уникати призводить до того, що раціональність набуває характеристик ірраціональності. В результаті досягнення максимальної раціоналізації можна спостерігати процеси дегуманізації та гомогенізації.

### Ірраціональність раціонального в межах макдональдизації
Прикладами ірраціональності раціонального в межах макдональдизації є:
- Наявність черг
- Висока вартість продукції та низька якість водночас
- Шкідливість для здоров‘я
- Шкода для навколишнього середовища
- Фальшива дружність обслуговчого персоналу.

## Переваги макдональдизації
Процес макдональдизації призводить до ряду позитивних наслідків, наприклад:
- Ширший асортимент товарів та послуг стає доступним для більшої частини населення;
- Доступність товарів та послуг не залежить від географічної локації та часу (можна робити замовлення онлайн);
- Люди мають змогу отримати товари та послуги практично миттєво і з більшими зручностями;
- Товари та послуги більш одноманітні і разом з тим деякі категорії населення мають доступ до якісніших товарів та послуг, ніж до макдональдизації;
- Деякі товари та послуги стали доступнішими завдяки порівняно низькій їх вартості;
- Швидкі і ефективні товари та послуги стали доступними для тих категорій населення, що мають менше вільного часу у зв'язку з більшою зайнятістю;
- У мінливому та незнайомому світі відносно стабільне та знайоме середовище макдональдизованих систем дає людям відчуття комфорту та стабільності;
- Завдяки можливості прорахування споживачі можуть легше порівняти товари конкурентних виробників;
- Споживання деяких товарів дійсно стало безпечнішим у системах, які надійно регулюються та контролюються;
- Знижується відмінність у ставленні до людей різних рас, статусів тощо.
- Інновації швидше та простіше розповсюджуються мережею ідентичних операторів;
- Найпопулярніші товари однієї культури легше переходять до інших;

## Старбакизація
Старбакизація постає як сучасна, нова форма макдональдизації. Процес старбакизації пов'язаний з наступним: з‘являються клони Старбаксу; вираховується «індекс високого лате» як економічний показник споживацьких можливостей населення; Старбакс як взірець економічної успішності; кава є більш часто вживаним продуктом, ніж, наприклад «БігМак»; Старбакс позиціюється як нове, культурне та модне явище у світі та співвідноситься з новими способами проведення вільного часу.